# Linus Media Group

Sigla Linus Tech Tips din 2018

Linus Media Group Inc. ( LMG ) este o companie privată canadiană de divertisment fondată de Linus Sebastian și Yvonne Ho în 2012. Compania deține și operează mai 
multe canale YouTube și podcasturi care acoperă tema tehnologiei, cel mai popular Linus Tech Tips ( LTT ), servind ca agenție de producție și distribuitor. 
Celelalte canale ale LMG, inclusiv Techquickie, TechLinked, ShortCircuit și GameLinked, au obținut în total peste 26 milioane de abonați și 9 miliarde de vizualizări.